# Spathius silius
Spathius silius är en stekelart som beskrevs av Nixon 1943. Spathius silius ingår i släktet Spathius och familjen bracksteklar. Inga underarter finns listade i Catalogue of Life.